# Football Club Bolzano 1996
Il Football Club Bolzano 1996 (abbreviato F.C. Bolzano e noto semplicemente come Bolzano) è stata una società calcistica e di calcio a 5 italiana con sede nella città di Bolzano.
Fondata come solo club calcistico nel 1931 e noto con la suddetta denominazione a partire dal 1996, nel corso della sua storia ha diversificato le proprie attività, occupandosi anche di altri sport. È stato il primo club del Trentino-Alto Adige ad aver militato nella Serie B, la seconda divisione del calcio italiano, seppur mai nell'epoca del girone unico; fino alla stagione 2022-2023 (nella quale il Südtirol ha esordito nella "serie cadetta") nessun'altra squadra della regione è riuscita a fare altrettanto. In ragione di ciò, a livello storico, il Bolzano ha avuto per oltre settant'anni la miglior tradizione sportiva a livello regionale.
Nel 2015 il Bolzano ha avviato il processo di fusione con un'altra squadra cittadina, l'Associazione Sportiva Dilettantistica Virtus Don Bosco, andando a costituire un nuovo club denominato Associazione Sportiva Dilettantistica Calcio Virtus Bolzano (abbreviato ASDC Virtus Bolzano o AC Virtus Bolzano).
Dopo un ulteriore anno di attività autonoma senza una prima squadra (quindi nel settore giovanile, nel calcio a 5 e nel calcio per disabili), nel 2017 il club ha cessato di esistere, passando definitivamente la mano alla Virtus Bolzano.

## Storia

### L'A.C. Bolzano

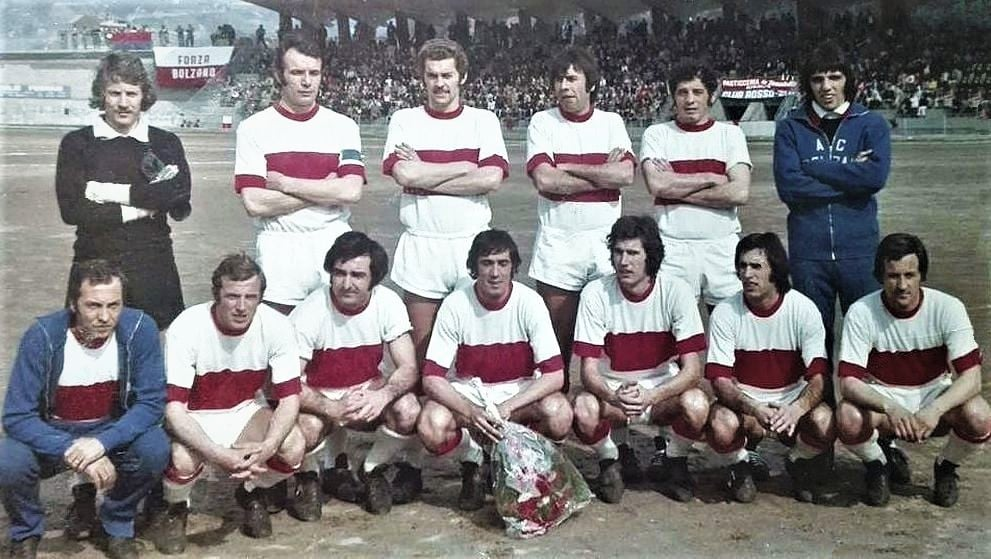
Una formazione della stagione 1972-73, vincitrice del campionato di Serie D e promossa in Serie C.

La società venne fondata come Associazione Calcio Bolzano nel 1931. Nel 1947 la squadra venne promossa in Serie B, grazie al momentaneo allargamento del campionato ai migliori club di C, previo abbandono del girone unico in favore di una formula multigruppo. I biancorossi, pur non sfigurando nel girone B, non seppero tuttavia confermare la categoria.
Nel 1959-60 il Bolzano andò molto vicino ad una nuova promozione in B, arrivando però secondo nel proprio gruppo di Serie C, dietro di un solo punto alla Pro Patria. Da allora la squadra fece sostanzialmente saliscendi tra professionismo e dilettantismo, senza però riuscire più a puntare a nulla di più alto della terza divisione. L'ultima stagione professionistica si giocò nel 1979-1980, dopodiché tutto il resto della storia societaria trascorse tra gli amatori.
Nel 1984-85, a seguito di una retrocessione in Prima Categoria, l'A.C. Bolzano si fuse con l'Oltrisarco, che portò in dote il proprio titolo sportivo di Promozione; come ragione sociale fu scelta Nuova Bolzano. Già nel 1987 la denominazione mutò ulteriormente in Associazione Calcio Bolzano-Bozen.
Nel 1996 la società cambia denominazione in Football Club Bolzano 1996; un anno prima era sfumata la trattativa per l'acquisto del club da parte di un gruppo di imprenditori e dirigenti sportivi, i quali avevano poi deciso di rilevare il S.V. Milland di Bressanone, fondando il Football Club Südtirol-Alto Adige.

### Dal 2000 al 2006
Nel campionato d'Eccellenza 2000-01 il Bolzano si classifica quarto con 55 punti, dietro a Rovereto (63 punti), Arco (57) e Mezzocorona (56).
L'anno successivo, sempre in Eccellenza, il Bolzano giunge nuovamente quarto dietro all'imbattuto Mezzocorona, all'Arco e al Comano Fiavè. Nel 2002-03 il Bolzano vince il torneo chiudendo a 58 punti, 7 in più di Porfido Albiano e Brixen.
Il ritorno del Bolzano in Serie D (stagione 2003-04) coincide con un'immediata retrocessione in Eccellenza. La squadra, giunta quindicesima, perde ai play-out con lo Jesolo; viene tuttavia riammessa durante l'estate. Nella stagione 2004-05 i biancorossi terminano il girone D di Serie D all'undicesimo posto, con 41 punti, ottenendo così la salvezza.
Nella stagione successiva, la 2005-06, il Bolzano conclude in quarta posizione, perdendo nella semifinale dei play-off contro la Sambonifacese. In Coppa Italia Serie D la squadra raggiunge i quarti di finale, dove viene sconfitta dal Cervia.

### Dal 2006 al 2015
Nella stagione 2006-07, la squadra termina la stagione al quindicesimo posto, finendo ai play-out. Qui incontra la Sanvitese: all'andata, in casa, gli altoatesini vincono 3-0, ma al ritorno a San Vito al Tagliamento perdono 1-4 e retrocedono in Eccellenza visto il peggior piazzamento in classifica (37 punti contro i 38 dei friulani). La squadra termina inoltre il campionato con il secondo peggior attacco del girone, con solo 32 gol realizzati.
Durante l'estate 2007 viene ventilata la possibilità di una fusione col Südtirol-Alto Adige, al fine di riportare il Bolzano in C2 e al contempo per risolvere l'impasse in cui il Südtirol-Alto Adige si trovava, non essendo ancora riuscito a spostare la propria sede legale da Bressanone e vedendosi per questo motivo negata dalla FIGC la possibilità di usare lo stadio del capoluogo (unico impianto altoatesino omologato per il professionismo) come campo interno. La trattativa non va però a buon fine e le due squadre restarono separate: il Südtirol infine beneficia di una deroga per giocare a Bolzano e può così ugualmente iscriversi alla quarta serie.
Il Bolzano gioca così la stagione 2007-08 in Eccellenza, vincendo il campionato e tornando così in Serie D dopo solo una stagione. La promozione matematica viene ottenuta il 4 maggio 2008 grazie alla vittoria sul campo dell'Arco per 0-2. Nello stesso anno il club esce agli ottavi dalla Coppa Italia regionale.
La stagione successiva però non è fortunata per la matricola altoatesina, che retrocede in Eccellenza dopo essersi classificata all'ultimo posto nella classifica del proprio girone con 21 punti all'attivo. Nell'estate 2009 il presidente Murano cercò di ottenerne il ripescaggio, ma la squadra non venne inserita nelle graduatorie.
Nella stagione 2009-10 la squadra bianco-rossa partecipa nuovamente al campionato di Eccellenza, ove trova i rivali del Trento, anch'essi retrocessi dalla Serie D. Mentre i trentini vincono il girone davanti al Fersina, il Bolzano si salva all'ultima giornata andando a vincere 2 a 0 sul campo di Appiano.
Nella stagione 2010-11 la squadra bianco-rossa partecipa nuovamente al campionato di Eccellenza, che viene vinto dall'ASC St. Georgen. La rosa del Bolzano si rivela invece non all'altezza del campionato, che si conclude con l'ultimo posto in classifica e la retrocessione in Promozione.
Nella stagione 2011-2012 i biancorossi disputano il campionato di Promozione gestito dal Comitato Autonomo di Bolzano. A fine 2011 il presidente Murano ha stretto un accordo di collaborazione fra la sua società e la Lazio. Dopo un solo anno di Promozione il Bolzano ritorna in Eccellenza assieme al San Martino in Passiria. Nella stagione 2012-2013, dopo una partenza molto negativa con sei sconfitte nelle prime sette partite, il Bolzano (grazie anche all'inserimento del forte centrocampista ivoriano Adama Dosso) sembra riprendersi con un filotto di sette risultati utili consecutivi spinge la compagine biancorossa fino a metà classifica. Poi, però, la squadra risprofonda nei propri limiti, chiudendo il girone d'andata con tre sconfitte consecutive, di cui due sul proprio campo. Nel girone di ritorno arrivano tanti pareggi e le poche vittorie conseguite non bastano a far sì che la gloriosa squadra bolzanina non retroceda nuovamente nel girone altoatesino di Promozione, ove successivamente milita fino alla stagione 2014-2015.

### Lo scioglimento e la nascita della Virtus Bolzano
Nell'agosto 2015, dopo aver concluso al 10º posto il girone bolzanino di Promozione 2014-2015, la dirigenza del F.C. Bolzano 1996 decide di fondere il club con l'Associazione Sportiva Virtus Don Bosco (squadra fondata nel 1945 e basata nell'omonimo quartiere bolzanino), militante in Eccellenza. Dall'accordo nasce un nuovo club denominato Associazione Sportiva Dilettantistica Calcio Virtus Bolzano, che grazie alla matricola del Don Bosco si iscrive al campionato di Eccellenza Trentino-Alto Adige 2015-2016. Ne viene nominato presidente l'ex hockeista Robert Oberrauch (proveniente dai quadri dirigenti della Virtus Don Bosco), mentre Franco Murano (presidente del Bolzano) e Roberto Zanin (co-patròn della Virtus) entrano nell'organigramma rispettivamente come amministratore delegato e vicepresidente. Allenatore della prima squadra diventa Paolo Tornatore (che già sedeva sulla panchina del Don Bosco dalle ultime quattro giornate del campionato 2014-2015). I marchi della Virtus Don Bosco e del FC Bolzano continuano tuttavia ad esistere, connotando i rispettivi settori giovanili (che rimangono inizialmente separati) e - per quanto riguarda i biancorossi - anche le attività nei campionati nazionali di calcio a 5 e la scuola calcio per disabili (con la squadra Yankees Bolzano 96); come colori sociali vengono ufficialmente adottati il bianco, il rosso e il verde (fondendo le tinte bianco-rosse del Bolzano e bianco-verdi del Don Bosco), sebbene all'atto pratico la squadra scelga di indossare divise interne biancorosse.
In campionato la Virtus Bolzano (alla cui guida tecnica, a seguito dell'esonero di Paolo Tornatore all'8ª giornata, arriva Luca Lomi) si propone immediatamente quale squadra di vertice del girone, chiudendo la fase d'andata in testa alla classifica con 9 vittorie, 4 pareggi e 2 sconfitte. Rimasta capolista anche per tutta la durata del girone di ritorno, il 17 aprile 2016, a seguito della vittoria interna per 4-2 contro il Termeno, la Virtus Bolzano conquista matematicamente la promozione in Serie D con una giornata d'anticipo sulla fine della stagione regolare.
In Coppa Italia Dilettanti la Virtus riesce a vincere la fase provinciale (prevalendo per 2-1 sull'ASC Sankt Georgen) e successivamente anche il livello regionale (sconfiggendo per 5-3 ai calci di rigore il Mori Santo Stefano), per poi essere eliminata nel triangolare d'apertura della fase nazionale, ove i due pareggi contro i giuliani-carsolini del Vesna (vincitori del girone) e i veneti del Liapiave non bastano per il passaggio ai quarti di finale.
La permanenza in Serie D della Virtus Bolzano dura tuttavia solo un anno: ritrovatasi fin dalle prime giornate nelle retrovie del girone B (che la vede opposta a squadre perlopiù lombarde), essa chiude la stagione regolare al 17º posto, retrocedendo immediatamente in Eccellenza. In tale annata si verifica inoltre la completo cessazione delle attività del FC Bolzano: le residue squadre giovanili e di calcio per disabili passano in seno alla Virtus, mentre viene sciolta la squadra di calcio a 5; a stretto giro, con l'uscita dai quadri dirigenti di Franco Murano, si conclude la parabola storica del club biancorosso.
La Virtus riprende poi il suo cammino dall'Eccellenza regionale, sotto la guida del tecnico Alfredo Sebastiani: il sodalizio si rivela nuovamente la squadra di punta del torneo, che riesce a vincere matematicamente già il 15 aprile 2018, grazie alla vittoria per 3-0 sul Maia Alta che porta a 13 i punti di vantaggio sul Sankt Georgen a tre giornate dal termine della stagione regolare.
Inserita nel girone C con altre squadre del Triveneto, nel campionato 2018-2019 la Virtus Bolzano si propone al vertice, qualificandosi per i playoff; più difficile si rivela l'annata successiva, disputata nuovamente nel girone B, risoltasi comunque col conseguimento della salvezza diretta.

## Simboli ufficiali

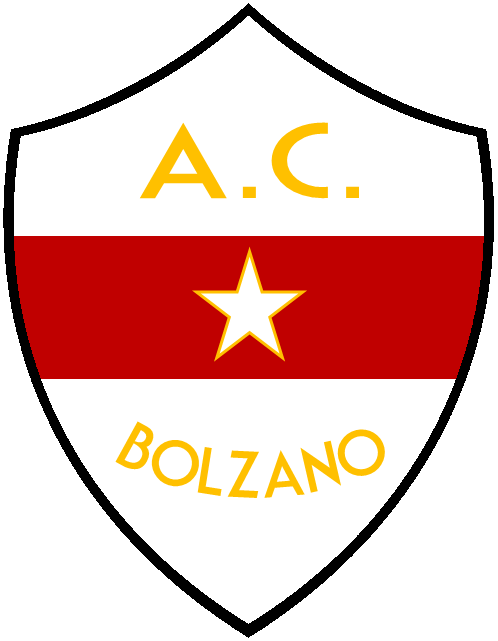
Stemma storico che riprende lo stemma di Bolzano con la stella modificata durante il fascismo a cinque punte
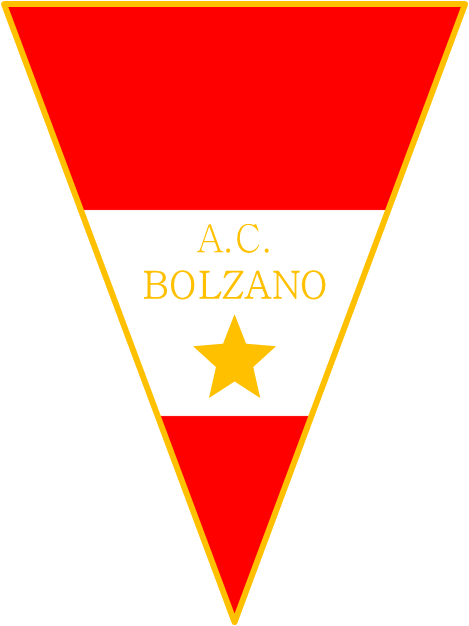
Gagliardetto sociale negli anni 1960
Stemma dell'AC Virtus Bolzano, club nato dalla fusione tra FC Bolzano e Virtus Don Bosco (2015)

## Palmarès

### Competizioni nazionali
- Serie C: 1

1946-1947

### Competizioni interregionali
- Serie D: 2

1966-1967 (girone B), 1972-1973 (girone B)
- IV Serie: 1

1953-1954 (girone D)

### Competizioni regionali
- Eccellenza Trentino-Alto Adige: 2

2002-2003, 2007-2008
- Coppa Trentino-Alto Adige: 6

1996-1997, 1998-1999, 1999-2000, 2002-2003, 2009-2010,
- Coppa Italia Dilettanti Trentino-Alto Adige: 1

2015-2016

## Statistiche e record

### Partecipazione ai campionati
| Livello | Categoria                           | Partecipazioni | Debutto   | Ultima stagione | Totale |
| ------- | ----------------------------------- | -------------- | --------- | --------------- | ------ |
| 2º      | Serie B                             | 1              | 1947-1948 | 1947-1948       | 1      |
| 3º      | Prima Divisione                     | 2              | 1933-1934 | 1934-1935       | 17     |
| 3º      | Serie C                             | 15             | 1945-1946 | 1977-1978       | 17     |
| 4º      | Promozione                          | 1              | 1951-1952 | 1951-1952       | 18     |
| 4º      | IV Serie                            | 5              | 1952-1953 | 1958-1959       | 18     |
| 4º      | Serie D                             | 10             | 1962-1963 | 1972-1973       | 18     |
| 4º      | Serie C2                            | 2              | 1978-1979 | 1979-1980       | 18     |
| 5º      | Campionato Interregionale - 2° Cat. | 1              | 1957-1958 | 1957-1958       | 19     |
| 5º      | Serie D                             | 7              | 1980-1981 | 2008-2009       | 19     |
| 5º      | Campionato Interregionale           | 7              | 1981-1982 | 1991-1992       | 19     |
| 5º      | Campionato Nazionale Dilettanti     | 4              | 1992-1993 | 1995-1996       | 19     |

## Altre attività

### Calcio a 5
La sezione societaria dedicata alla pratica del calcio a 5 è stata costituita nell'agosto 2014; la squadra ha debuttato nel campionato provinciale bolzanino di Serie C2 e nella Coppa provinciale, aggiudicandosi ambedue i trofei e acquisendo il diritto a partecipare alla Serie C1 regionale per la stagione 2015-2016, dopo la quale tuttavia la sezione si è sciolta.

### Yankees Bolzano 96
La squadra degli Yankees Bolzano 96, destinata a promuovere la pratica ludico-sportiva del calcio tra ragazzi di età compresa tra 8 e 15 anni, affetti da disabilità (segnatamente sindrome di Down), è stata fondata nel settembre 2012 su iniziativa del presidente Franco Murano e del responsabile delle giovanili Alessandro Varner; dal 2017 la gestione è passata in carico alla Virtus Bolzano, che li ha pertanto rinominati Yankees Virtus Bolzano.